# Calendario babilónico

Calendario de Nippur, Tercera dinastía de Ur.

El calendario babilónico era un calendario lunisolar con años que consistían en 12 meses lunares, cada uno comenzando cuando una nueva luna creciente era vista por primera vez baja en el horizonte occidental al atardecer, más un mes intercalar insertado según fuera necesario por decreto. El calendario se basa en un predecesor sumerio (Tercera Dinastía de Ur) conservado en el Calendario Umma de Shulgi (siglo XXI a. C.).

## Meses
El año comienza en primavera y se divide en 12 meses. La palabra para "mes" era arḫu (estado constructo araḫ). A la deidad principal de los asirios se le asigna el mes intercalar sobrante, lo que demuestra que el calendario tiene su origen en la época babilónica y no en la posterior asiria.
Durante el cautiverio babilónico de los judíos en el siglo VI a. C., los nombres de los meses babilónicos fueron adoptados en el calendario hebreo. En Irak y el Levante se utiliza el calendario solar gregoriano con estos nombres que sustituyen a los latinos como nombres árabes de los meses romanos.  Estos se inspiraron en el calendario rumano otomano, derivado a su vez del calendario solar juliano romano.  A pesar de apropiarse de los meros nombres babilónicos, sus meses no son equivalentes a los del calendario lunisolar hebreo y babilónico.
|        | Nombre del mes                                                               | Deidades que presiden | Signo del zodíaco                                                                   | Equivalentes                                                        | Equivalentes                   | Equivalentes       |
| Hebreo | Nombre del mes                                                               | Deidades que presiden | Signo del zodíaco                                                                   | Levantino e Irakí                                                   | Gregoriano                     |                    |
| ------ | ---------------------------------------------------------------------------- | --------------------- | ----------------------------------------------------------------------------------- | ------------------------------------------------------------------- | ------------------------------ | ------------------ |
| 1      | Araḫ Nisānu - 𒌚𒁈 'Mes del comienzo'                                          | Bel - 𒀭𒂗              | Agru (Aries) - 𒀯𒇽𒂠𒂷                                                                 | Nisan נִיסָן                                                          | Naysān نَيْسَان                   | Mar/abril          |
| 2      | Araḫ Āru - 𒌚𒄞 'Mes de las flores'                                            | Ea - 𒂗𒆠               | Gu (Tauro) - 𒀯𒄞                                                                     | Iyar אִיָּיר                                                           | Ayyār أَيَّار                     | Abril/mayo         |
| 3      | Araḫ Simanu - 𒌚𒋞                                                             | Sīn - 𒂗𒍪              | Maštaba (Géminis) - 𒀯𒈦𒋰𒁀                                                            | Sivan סִיוָן                                                          | Ḥazīrān حَزِيرَان                 | Mayo/junio         |
| 4      | Araḫ Dumuzu - 𒌚𒋗 'Mes de Tammuz'                                             | Tammuz - 𒀭𒌉𒍣          | Alluttu (Cáncer) - 𒀯𒀠𒇻                                                              | Tammuz תַּמּוּז                                                         | Tammūz تَمُّوز                    | Junio/julio        |
| 5      | Araḫ Abu - 𒌚𒉈                                                                | Gilgamesh - 𒄑𒂅𒈦       | Nēšu (Leo) - 𒀯𒌨                                                                     | Ab אָב                                                               | Āb آب                          | Julio/agosto       |
| 6      | Araḫ Ulūlu - 𒌚𒆥                                                              | Ishtar - 𒀭𒈹           | Sisinnu (Virgo) - 𒀯𒀳                                                                | Elul אֱלוּל                                                           | Aylūl أَيْلُول                    | Agosto/septiembre  |
| 7      | Araḫ Tišritum - 𒌚𒇯 'Mes del comienzo' (comienzo de la segunda mitad del año) | Shamash - 𒀭𒌓          | Zibānītu (Libra) - 𒀯𒄑𒂟                                                              | Tishrei תִּשְׁרֵי                                                        | Tishrīn al-Awwal تِشْرِين الْأَوَّل   | Septiembre/octubre |
| 8      | Araḫ Samnu - 𒌚𒀳 'mes, el octavo'                                             | Marduk - 𒀭𒀫𒌓          | Zuqaqīpu (Escorpio) - 𒀯𒄈𒋰                                                           | Cheshvan מַרְחֶשְׁוָן/חֶשְׁוָן                                                | Tishrīn ath-Thānī تِشْرِين الثَّانِي | Octubre/noviembre  |
| 9      | Araḫ Kislimu - 𒌚𒃶                                                            | Nergal - 𒀭𒄊𒀕𒃲         | Pabilsag (Sagitario) - 𒀯𒉺𒉋𒊕                                                         | Kislev כִּסְלֵו                                                         | Kānūn al-Awwal كَانُون الْأَوَّل     | Nov/Dec            |
| 10     | Araḫ Ṭebētum - 𒌚𒀊 'Mes del barro'                                            | Papsukkal - 𒀭𒊩𒆠𒋚      | Suḫurmāšu (Capricornio) - 𒀯𒋦𒈧𒄩                                                      | Tebeth טֵבֵת                                                          | Kānūn ath-Thānī كَانُون الثَّانِي   | Diciembre/enero    |
| 11     | Araḫ Šabaṭu - 𒌚𒊭𒉺𒌅                                                           | Adad - 𒀭𒅎             | Gula (Acuario) - 𒀯𒄖𒆷                                                                | Shebat שְׁבָט                                                          | Shubāṭ شُبَاط                    | Enero/febrero      |
| 12     | Araḫ Addaru / Adār - 𒌚𒊺 'Mes de Adar'                                        | Erra - 𒀭𒅕𒊏            | Zibbātu (Piscis) - 𒀯𒆲𒎌                                                              | Adar אֲדָר (אֲדָר א׳/אֲדָר רִאשׁון si es que ese año hay un mes intercalar) | Ādhār آذَار                     | Febrero/marzo      |
| 13     | Araḫ Makaruša Addari Araḫ Addaru Arku - 𒌚𒊺𒂕                                  | Assur - 𒀭𒀸𒋩           | En el año 17 del ciclo de 19 años, el mes intercalar era denominado Araḫ Ulūlu - 𒌚𒆥 | Adar II אֲדָר ב׳/אֲדָר שֵׁנִי                                              | Mart (Âzâr)                    |                    |

Hasta el siglo V a. C., el calendario era totalmente observacional, pero a partir del 499 a. C. los meses empezaron a ser regulados por un ciclo lunisolar de 19 años equivalentes a 235 meses. Aunque suele denominarse ciclo metónico en honor a Metón de Atenas (432 a. C.), Metón probablemente conoció el ciclo a través de los babilonios. Tras no más de tres excepciones aisladas, hacia el 380 a. C. los meses del calendario se regían por el ciclo sin excepción. En el ciclo de 19 años, se intercalaba el mes Adaru 2, excepto en el año que era el número 17 del ciclo, cuando se insertaba el mes Ulūlu 2. Durante este período, el primer día de cada mes (que comenzaba con la puesta del Sol) seguía siendo el día en que se veía por primera vez la luna creciente nueva; el calendario nunca utilizó un número determinado de días en ningún mes.

## Días
Contando a partir de la luna nueva, los babilonios celebraban cada séptimo día como "día sagrado", también llamado "día del mal" (que significa "no apto" para actividades prohibidas). En estos días se prohibía a los funcionarios realizar diversas actividades y a los hombres comunes "pedir un deseo a su dios", y al menos el día 28 era conocido como "día de ofrendas". En cada uno de ellos se hacían ofrendas a sus dioses, al parecer al anochecer para evitar las prohibiciones: Marduk e Ishtar el día 7, Ninlil y Nergal el día 14, Sin y Shamash el día 21, y Enki y Mah el día 28. Las tablillas de los reinados de Ciro el Grande y Cambises II del siglo VI a. C. indican que estas fechas eran a veces aproximadas. La lunación de 29 o 30 días contenía básicamente tres semanas de siete días, y una última semana de ocho o nueve días inclusive, rompiendo el ciclo continuo de siete días.
Entre otras teorías sobre el origen del Shabat, la Enciclopedia Judía Universal de Isaac Landman avanzaba una teoría de asiriólogos como Friedrich Delitzsch que el Shabbat surgió originalmente del ciclo lunar, que contiene cuatro semanas que terminan en Sabbath, más uno o dos días adicionales sin naufragar por mes. Las dificultades de esta teoría incluyen conciliar las diferencias entre una semana ininterrumpida y una semana lunar, y explicar la ausencia de textos que nombren la semana lunar como Shabat en cualquier idioma.
El raramente atestiguado Sapattum o Sabattum como la luna llena es cognado o fusionado con el hebreo Shabat, pero es mensual en lugar de semanal; se considera una forma de sa-bat sumerio ("descanso medio"), atestiguado en acadio como "um nuh libbi" ("día de reposo medio"). Según Marcello Craveri, el sábado "se derivó casi con certeza del 'Shabattu' babilónico, la fiesta de la luna llena, pero, habiéndose perdido todo rastro de tal origen, los hebreos lo atribuyeron a la leyenda bíblica. ." Esta conclusión es una restauración contextual del relato de creación dañado Enûma Eliš, que se lee como: "[Sa]bbath te encontrarás entonces, a mediados de [mes]ly".

### Calendarios lunisolares
- Calendario hebreo
- Antiguo calendario macedonio

### Otros sistemas
- Calendario asirio
- Calendario persa
- Calendario islámico
- Calendario persa
- Astrología babilónica
- Astronomía babilónica
- MUL.APIN
- Egipcio, Copto y Calendario etíope
- Calendario armenio